# Rund um Berlin 1965
Rund um Berlin 1965 war die 59. Austragung des ältesten deutschen Eintagesrennens Rund um Berlin. Es fand am 19. September über die Distanz von 185 Kilometer statt.

## Rennverlauf
Wie im Vorjahr war Rund um Berlin Bestandteil des Rennkalenders der Union Cycliste International (UCI). 140 Radrennfahrer aus 13 Ländern stellten sich dem Starter. Das Rennen war der Auftakt zur Woche des Internationalen Radsports der DDR. Die Rennstrecke führte über einen Rundkurs von 35 Kilometern im Süden von Berlin. Start und Ziel lagen in Berlin-Grünau. Das Rennen war durchgängig von starkem Wind geprägt, es gab viele Aufgaben, darunter von Hugh Porter, Hans Furian und Curt Söderlund. In der ersten Rennhälfte entstanden mehrere wechselnde Spitzengruppen, in denen mit Sture Pettersson, Peter Chisman, Flemming Hoj und Arnold Ruiner mehrere ausländische Spitzenfahrer vertreten waren. In der 5. Runde setzten sich Axel Peschel und Klaus Ampler entscheidend ab. Peschel konnte dem Tempo von Ampler nicht mehr folgen und fiel noch weit zurück. Klaus Ampler gewann das Rennen als Solist mit sicherem Vorsprung. Bester ausländischer Fahrer wurde Gösta Pettersson auf dem 6. Platz. Jean-Claude Lainé aus Frankreich wurde 10., André Poppe aus Belgien 11., Marco Belletti aus Italien 12.
|     | Fahrer           | Verein/Land              | Zeit (h)       |
| --- | ---------------- | ------------------------ | -------------- |
| 01. | Klaus Ampler     | SC DHfK Leipzig          | 4:18:32 h      |
| 02. | Lothar Höhne     | ASK Vorwärts Leipzig     | + 1:30 Minuten |
| 03. | Rainer Marks     | HSG Wissenschaft Leipzig | + 1:30 Minuten |
| 04  | Harald Dippold   | SC DHfK Leipzig          | + 1:30 Minuten |
| 05  | Kurt Müller      | SC Dynamo Berlin         | + 1:30 Minuten |
| 06  | Gösta Pettersson | Schweden                 | + 1:30 Minuten |
| 0 … |                  |                          |                |